# Eurycentrum
Eurycentrum ist eine Pflanzengattung innerhalb der Familie der Orchideen (Orchidaceae). Die vier bis sieben Arten kommen nur auf Neuguinea und benachbarten Inseln vor.

## Beschreibung

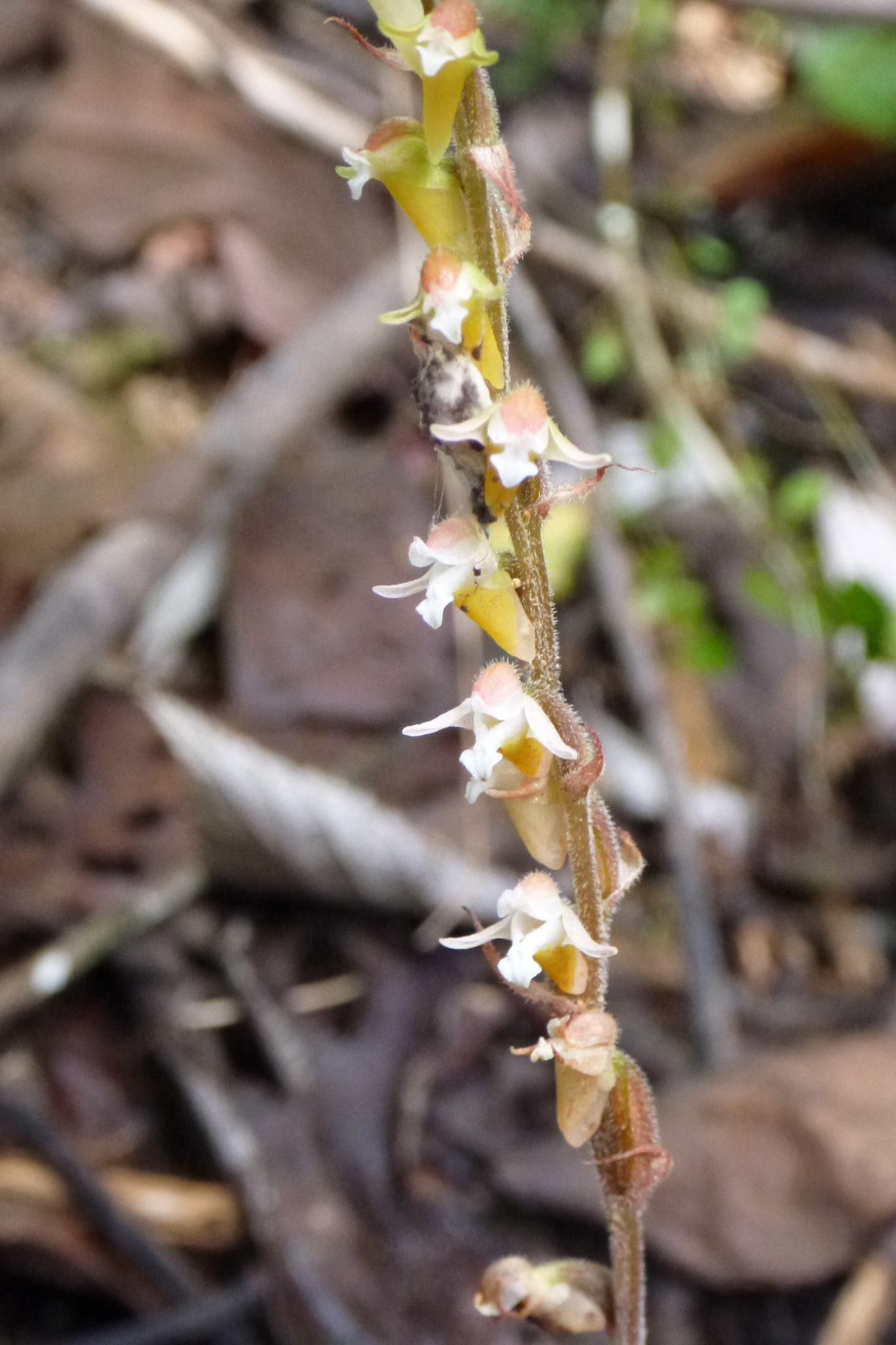
Blütenstand von Eurycentrum obscurum

### Vegetative Merkmale
Die Eurycentrum-Arten wachsen als ausdauernde krautige Pflanzen. Sie bilden ein kriechendes Rhizom und die Wurzeln sind behaart.
Die wenigen Laubblätter sind leicht asymmetrisch, oval-lanzettlich bis rundlich. Die Basis der Blattspreiten ist zu einem kurzen Blattstiel verschmälert, der Blattgrund umfasst die Sprossachse röhrenförmig. Die Laubblätter sind dunkel gefärbt, rötlich bis grünlich-braun.

### Generative Merkmale
Der endständige Blütenstand ist eine Traube. Am Blütenstandsschaft befinden sich einige Hochblätter. Die Blütenstandsachse, die Tragblätter der Blüten, der Fruchtknoten und die Außenseite der äußeren drei Blütenhüllblätter sind behaart. Die Tragblätter sind so lang wie Fruchtknoten und Blütenstiel zusammen. Der Fruchtknoten ist verdreht, die Blüten sind resupiniert. Die zwittrigen Blüten sind zygomorph und dreizählig. Die seitlichen Sepalen haften der Lippe an, an der Basis können sie asymmetrisch erweitert, aber nicht konkav aufgewölbt sein. Das dritte, dorsale Sepal ist etwas kleiner als die seitlichen Sepalen. Die seitlichen Petalen sind schief länglich-elliptisch, sie haften am oberen Petal an. Die Lippe formt an der Basis einen fast zylindrischen oder konisch zulaufenden Sporn. Im Sporn befindet sich an jeder Seite ein rundliches Anhängsel. Der mittlere Teil der Lippe ist im Querschnitt u-förmig, da die Seiten nach oben geschlagen sind; breitet man sie aus, ergibt sich eine breit ovale Form. Der vordere Teil der Lippe ist ganzrandig oder zweilappig. Längs der Säule verlaufen zwei seitliche Lamellen. Das nierenförmige bis breit-ovale Staubblatt ist zweikammrig. Die Pollinien sind umgekehrt-eiförmig oder längs zweigeteilt. Sie sind direkt, ohne Stielchen mit einer rundlichen Klebscheibe (Viscidium) verbunden, einige Arten besitzen ein kurzes Stielchen und eine dreieckige Klebscheibe. Die Narbe besteht aus zwei miteinander verbundenen Flächen. Das Trenngewebe zwischen Narbe und Staubblatt (Rostellum) ist kurz, nach Wegnahme der Klebscheibe an der Spitze nur flach eingeschnitten.

## Standorte
Es werden Höhenlagen von Meereshöhe bis 2300 Meter besiedelt. Eurycentrum-Arten wachsen in der Humusschicht feuchter Wälder.

## Systematik, botanische Geschichte und Verbreitung
Eurycentrum wird innerhalb der Tribus Cranichideae in die Subtribus Goodyerinae eingeordnet. Nach Dressler lässt sich diese weiter in zwei Gruppen unterteilen; Eurycentrum steht in der größeren Gruppe mit einer Narbenfläche.
Die Gattung Eurycentrum wurde 1905 von Rudolf Schlechter in Karl Moritz Schumann & Karl Lauterbach: Nachträge zur Flora der deutschen Schutzgebiete in der Südsee ... Seite 89 aufgestellt. Der Name setzt sich aus den griechischen Wörtern εὐρύς eurys, „breit“, und κέντρον kentron, „Stachel, Sporn“, zusammen; er bezieht sich auf den breiten, konisch zulaufenden Sporn der beiden Arten, die Schlechter zuerst bekannt waren. Die Typusart ist Eurycentrum obscurum. In einer weiteren Publikation 1911 beschrieb Schlechter zwei weitere Arten.
Die meisten Eurycentrum-Arten kommen nur auf Neuguinea und dem Bismarck-Archipel vor, nur Eurycentrum salomonense kommt auf den Salomonen, den Santa-Cruz-Inseln und auf Vanuatu vor.
Es gibt je nach Autor vier bis sieben Arten in der Gattung Eurycentrum:
- Eurycentrum fragrans Schltr.: Papua-Neuguinea.[5]
- Eurycentrum monticola Schltr.: Papua-Neuguinea.[5]
- Eurycentrum obscurum (Blume) Schltr. (Syn.: Eurycentrum amblyoceras Schltr., Eurycentrum atroviride J.J.Sm., Eurycentrum goodyeroides Ridl.): Neuguinea bis Bismarck-Archipel[5]
- Eurycentrum salomonense Schltr.: Papua-Neuguinea bis Vanuatu.[5]